# Tortilla

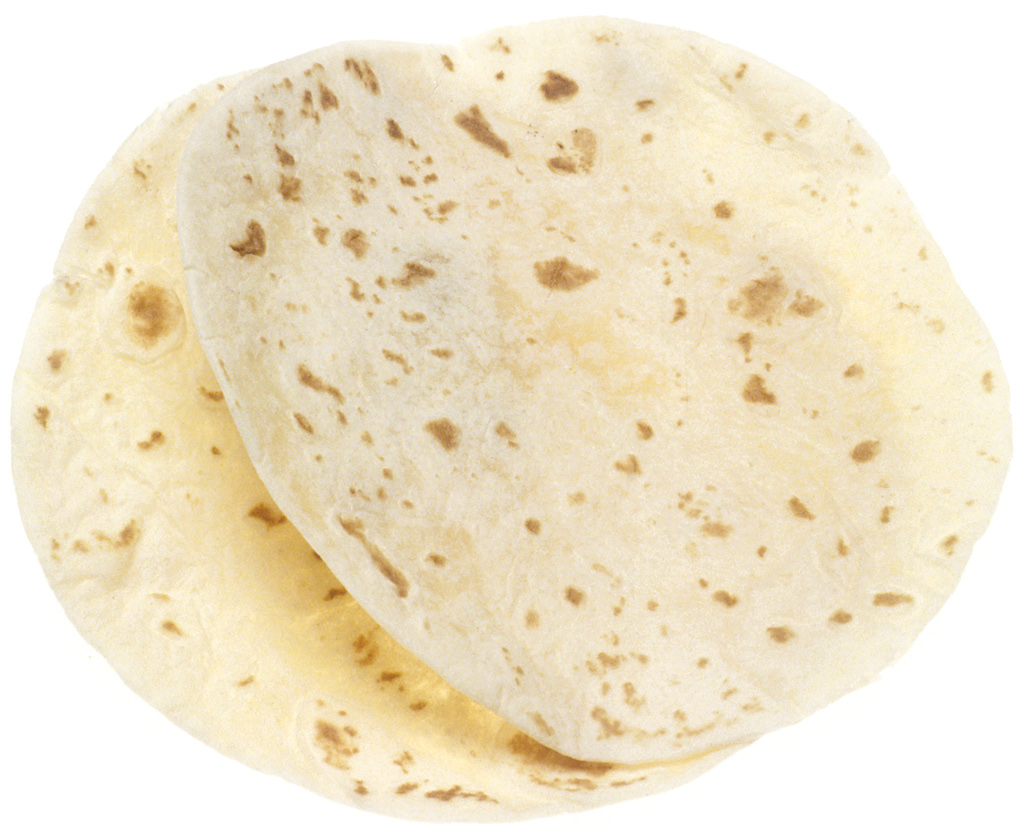
Tortillas de farinha de trigo.

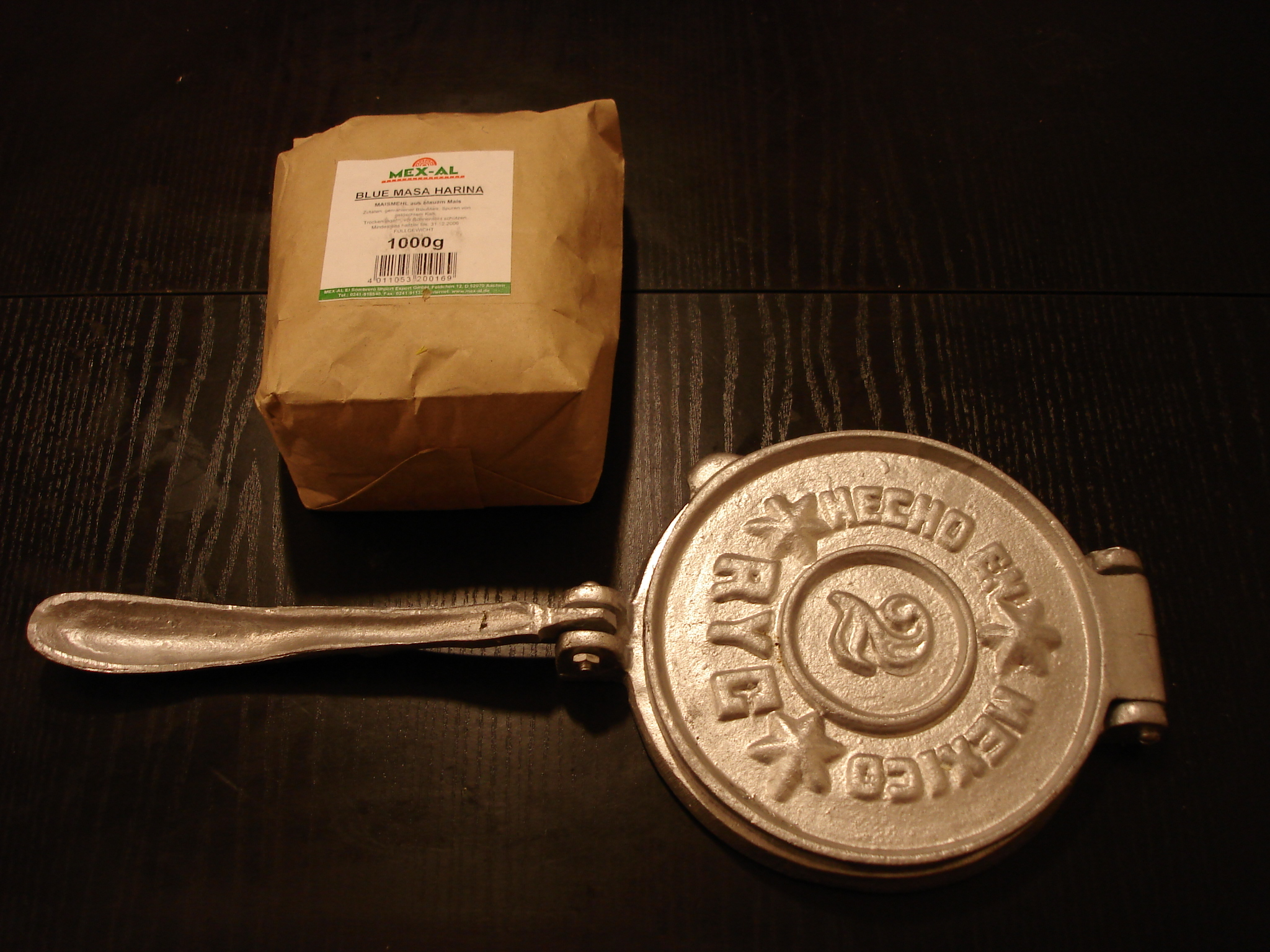
Aparelho para fazer tortillas e farinha de milho comprados numa loja alemã.

A tortilla ou  "tortilha mexicana" é um género de pão achatado, confecionado a partir de farinha de milho ou de trigo.
Pode ser servida como entrada, normalmente com salsa, ou como base para outros pratos, como burritos, tacos, fajitas e tostadas.

## Tortilla chip
Uma tortilla chip é um salgadinho ou snack feito de tortilla de milho frita ou assada.
Esse snack é feito a partir de uma farinha de milho especial chamada nixtamal, ou "milho nixtamalizado". A nixtamalização consiste num pré-cozimento seguido de uma maceração em solução alcalina em cal virgem em 1%. Foram inventadas em Los Angeles na década de 1940, mas são consideradas parte da culinária do México. No México, as tortillas fritas tradicionais (não confundir com a versão comercial, chips) são chamados de totopos.